# カノコバト
カノコバト（鹿子鳩、学名：Streptopelia chinensis）は、ハト目ハト科に分類される鳥類の一種。

## 分布
インド、スリランカから中国南部と東南アジアまでの南アジアに生息する。北アメリカやオーストラリア、ニュージーランドなどにも移入種として生息している。オーストラリアには1860年代に導入され、在来種のハトに替わり広がった。

## 形態
全長28-32cm。後頸から胸にかけて、白黒まだら模様があり、和名の由来となる。

## 亜種
五つの亜種が認識されている:
- Spilopelia chinensis suratensis (Gmelin, JF, 1789) – パキスタン、インド、ネパール、ブータン
- Spilopelia chinensis ceylonensis (Reichenbach, 1851) – スリランカ（suratensisよりも翼が短い[4])
- Spilopelia chinensis tigrina (Temminck, 1809) – バングラデシュ、北東インドからインドシナ、フィリピン、スンダ列島
- Spilopelia chinensis chinensis (Scopoli, 1786) – 北東ミャンマーから中部および東部中国、台湾
- Spilopelia chinensis hainana (Hartert, 1910) – 海南（中国東南部）

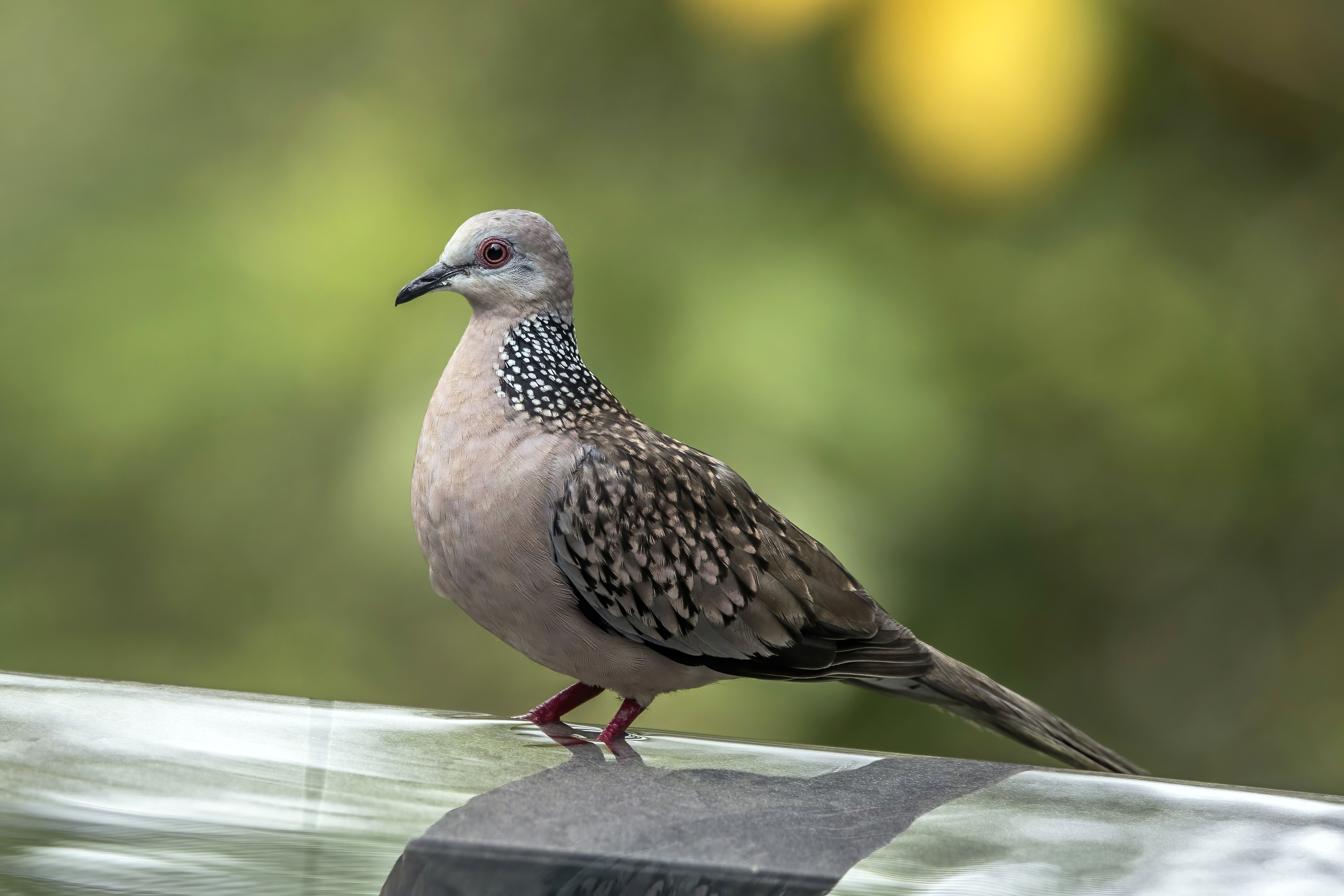
S. c. ceylonensis スリランカ
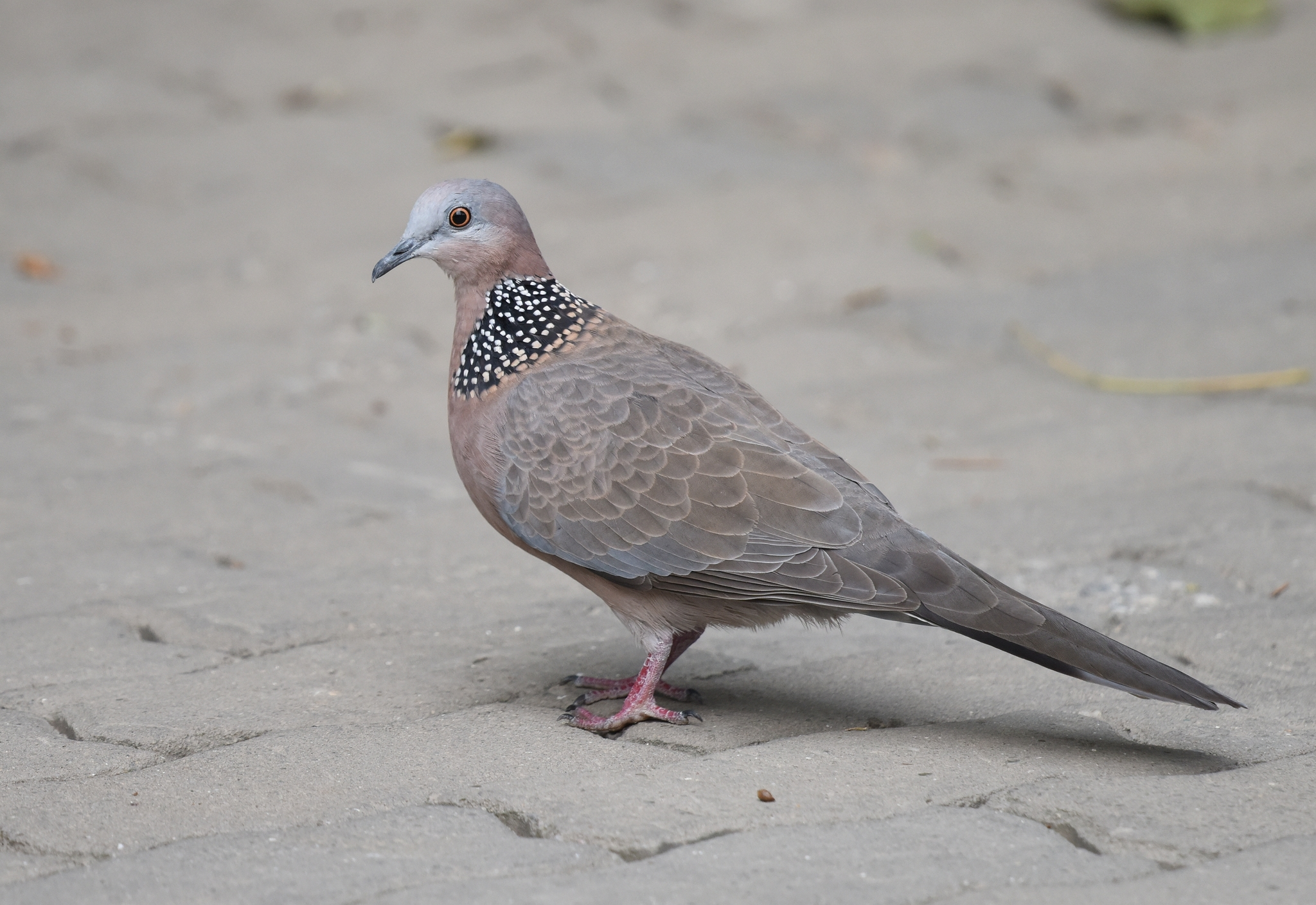
S. c. chinensis 中国鄭州
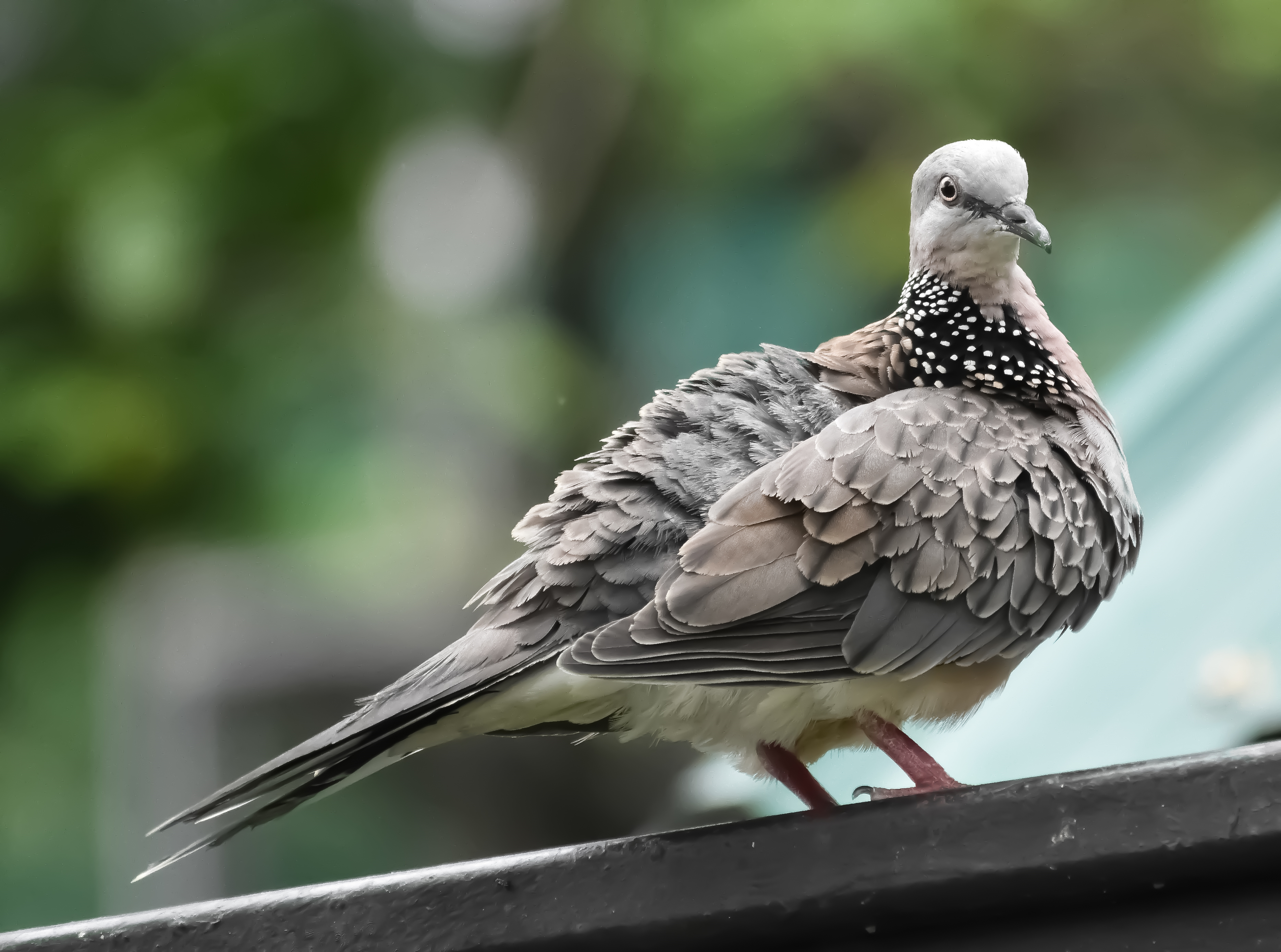
S. c. tigrina マレーシア　クアラルンプール